# Hangum
Hangum (nep. हाङगुम) – gaun wikas samiti we wschodniej części Nepalu w strefie Meći w dystrykcie Panchthar. Według nepalskiego spisu powszechnego z 2001 roku liczył on 639 gospodarstw domowych i 3312 mieszkańców (1722 kobiet i 1590 mężczyzn).